# Magnesia Litera 2022
Magnesia Litera 2022 je 21. ročník cen Magnesia Litera. Ceny byly vyhlášeny 10. dubna 2022 na Nové scéně Národního divadla.

## Ceny a nominace

### Kniha roku
- Pavel Klusák: Gott: Československý příběh

### Palmknihy Litera za prózu
- Stanislav Biler: Destrukce
- Simona Bohatá: Klikař Beny
- Irena Dousková: Konec dobrý
- Štěpán Kučera: Největší lekce Dona Quijota
- Kateřina Rudčenková: Amáliina nehybnost
- Zuzana Říhová: Cestou špendlíků nebo jehel

### Moleskine Litera za poezii
- Vladimír Mikeš: Odkud to přichází?
- Klára Goldstein: Falkenfrau
- Josef Hrdlička: Předkové kostí

### Litera za knihu pro děti a mládež
- Marka Míková: Kabát a kabelka
- Magda Garguláková: Ruka – kompletní průvodce
- Tereza Říčanová: Kráva Říčanová

### Litera za naučnou literaturu
- Jan Žďárek: Ohroženi hmyzem?
- Martina Pachmanová: Civilizovaná žena
- Jaroslav Rokoský: Útěk z Leopoldova I.–III.

### Litera za nakladatelský čin
- Lucie Doležalová, Karel Pacovský a kol.: Lipnická bible: Štít víry v neklidných časech pozdního středověku (Spolek Za záchranu rodného domu Jana Zrzavého)
- Edice Zip nakladatelství Argo a Dokořán
- Dita Pepe: Hranice lásky (wo-men/Nakladatelství UTB)

### Litera za překladovou knihu
- Jacek Dukaj: Led (Přeložili Michael Alexa a Michala Benešová)
- Helen Oyeyemi: Perník (Přeložil Petr Onufer)
- Jaroslav Rudiš: Winterbergova poslední cesta (Přeložila Michaela Škultéty)

### Litera za publicistiku
- Pavel Klusák: Gott: Československý příběh
- Alexandr Mitrofanov: Mrazík s pendrekem v ruce
- Michal Plzák, Lucie Vopálenská: Pro smrt uděláno

### Litera za debut roku
- Tereza Dobiášová: Tajemství. Neskutečný příběh Anežky České
- Nela Bártová: Na konci chodby je ráno
- Eliška Beranová: Chlapec s rybí hlavou

### Magnesia Blog roku
- Kateřina Panou: Řecké štěstí (Facebooková stránka)
- Johanna Schischma: FrauSchischma (Twitter)
- Hana Vondráčková: Puberťačka před důchodem

### Kosmas Cena čtenářů
- Pavel Tomeš: Až na ten konec dobrý

## Kritika
Literární kritička Eva Klíčová se v článku pro Alarm pozastavuje nad soupeřením neporovnatelných děl v kategoriích za nakladatelský čin či za naučnou literaturu, existencí kategorie blog roku a nad některými knihami nominovanými v kategorii za publicistiku a za prózu. Kritizuje také televizní přenos předávání cen.